# Robert McLiam Wilson
Robert McLiam Wilson född 1964 i Belfast, är en irländsk författare.
Wilson studerade vid Universitetet i Cambridge, men hoppade av studierna i förtid.
Han har skrivit tre romaner; Ripley Bogle (1989), Manfred's Pain (1992) och Eureka Street (1996). Ripley Bogle är en roman om en hemlös man i London. Den vann Rooney Prize och Hughes Prize 1989, och ett Betty Trask Award och Irish Book Award 1990. Eureka Street handlar om två vänners liv i Belfast, en är katolik och en är protestant, strax innan och strax efter IRA:s vapenvila 1994. En TV-filmatisering av romanen gjordes av  BBC 1999. Han är också författare till en fackbok, The Dispossessed (1992), och han har gjort TV-dokumentärer för BBC.
McLiam Wilson är gift och bor nu i Paris.